# Улянівка (Вознесенський район)
Уля́нівка — село в Україні, у Братській селищній громаді Вознесенського району Миколаївської області. Населення становить 514 осіб.

## Географія
Селом тече Балка Кам'янувата.

## Населення
Згідно з переписом УРСР 1989 року чисельність наявного населення села становила 479 осіб, з яких 231 чоловік та 248 жінок.
За переписом населення України 2001 року в селі мешкало 512 осіб.

### Мова
Розподіл населення за рідною мовою за даними перепису 2001 року:
| Мова       | Чисельність | Відсоток |
| ---------- | ----------- | -------- |
| українська | 493         | 95,91%   |
| російська  | 15          | 2,92%    |
| румунська  | 6           | 1,17%    |
| Усього     | 514         | 100%     |